# Gemini Obszervatórium

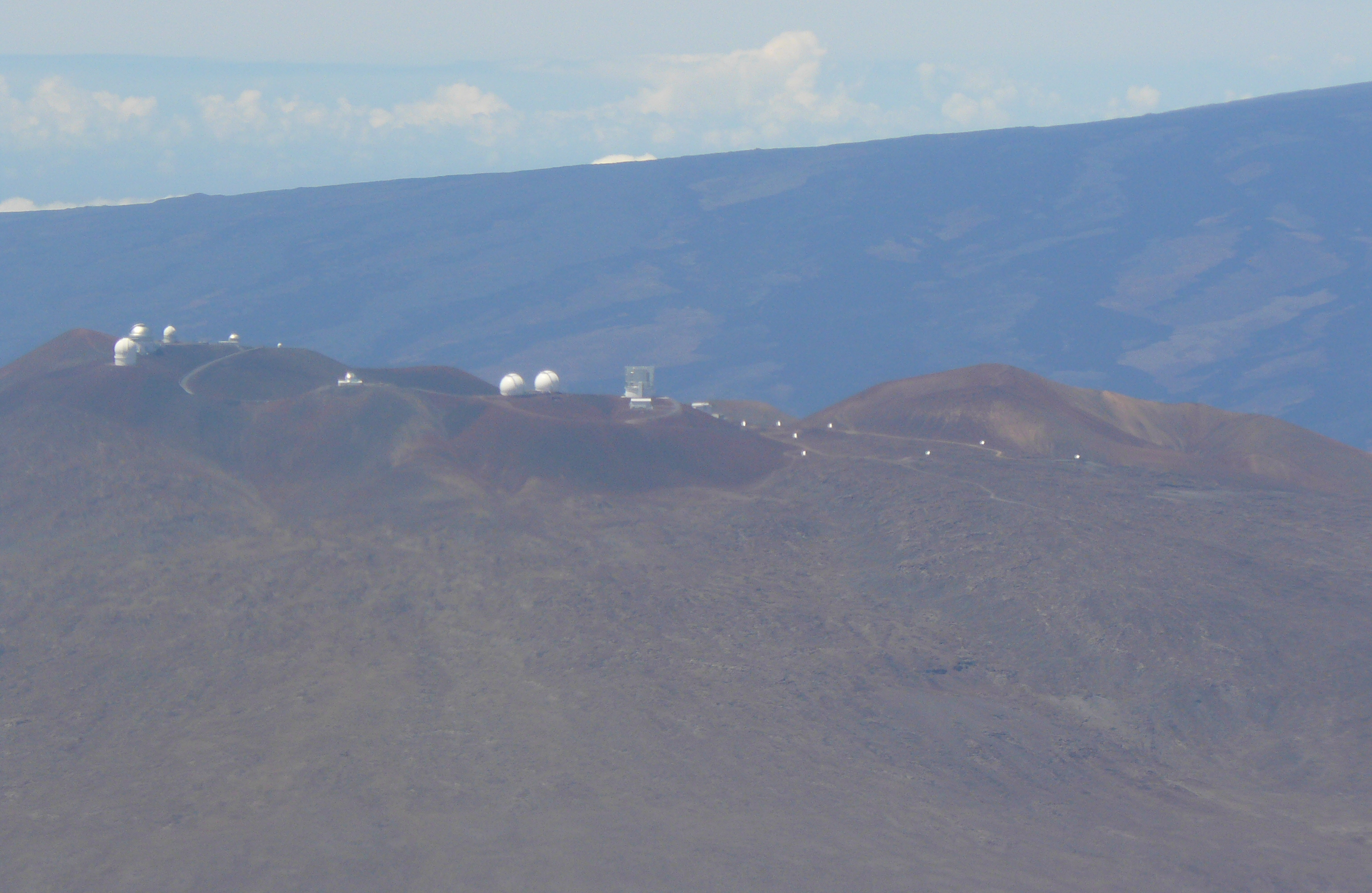
Csillagászati távcsövek a Mauna Kea tetején, balról a második (részben takarásban) a Gemini North. A jobb oldalon látható a Keck Obszervatórium két távcsöve és a Subaru-távcső

A Gemini Obszervatórium (angolul Gemini Observatory) két db 8,1 méter átmérőjű óriástávcső, melyet egyetemek nemzetközi konzorciuma épített és üzemeltet. 

## Részei
A Gemini North (észak, más néven Frederick K. Gillett) távcső Hawaiin, a Mauna Kea vulkánon, 4213 méteres tengerszint feletti magasságon (é. sz. 19° 49′ 26″, ny. h. 155° 28′ 09″19.823806°N 155.469060°W), a Gemini South a Cerro Pachón hegyen, 2722 méteres magasságon, Chilében található (d. sz. 30° 14′ 27″, ny. h. 70° 44′ 12″30.240750°S 70.736693°W), a két távcső észlelési tartománya így a teljes égboltot (az északi és a déli félgömböt is) lefedi. 

## Története
Együttes építési költségük 184 millió amerikai dollár volt, az északi távcsövet 1999-ben, a délit 2000-ben helyezték üzembe.

## Külső hivatkozások
- Gemini Observatory
- Gemini Observatory Image Gallery
- UK Re-instated as Partner in Gemini
- Save Astronomy Archiválva 2013. augusztus 8-i dátummal a Wayback Machine-ben
- UK Update of Gemini Partnership
- Resolution of UK Partnership Issue
- Photos of Gemini and other Mauna Kea observatories from "A Gentle Rain of Starlight: The Story of Astronomy on Mauna Kea" by Michael J. West.  ISBN 0-93154-899-3.
- Science funding cuts to hit UK astronomers- Telegraph Archiválva 2008. június 7-i dátummal a Wayback Machine-ben